# 澳大利亚—巴巴多斯关系
澳大利亚－巴巴多斯关系（英語：Australia–Barbados relations）是澳大利亚和巴巴多斯之间的外交关系。目前两国均未向对方国家派驻常驻大使，澳大利亚的对巴巴多斯事务由驻在千里達及托巴哥西班牙港的澳大利亚驻加勒比地区高級專員管辖；而巴巴多斯的对澳事务则由驻在加拿大渥太华的高级专员管辖。巴巴多斯在澳大利亚设有名誉领事馆和旅游办事处。两国于1974年1月7日正式建立外交关系。两国曾同属大英帝国，现今均为英联邦成员国。

## 历史
澳大利亚和巴巴多斯于1974年1月7日建立外交关系，首任澳大利亚驻加勒比地区高级专员为J·C·英格拉姆（英語：J. C. Ingram）。2001年，温弗里德·佩平克接任高级专员一职。从1994年至2004年，澳大利亚驻加勒比地区的高级专署设于巴巴多斯的布里奇敦，之后因澳大利亚与特立尼达和多巴哥之间活跃的石油贸易而迁往特立尼达和多巴哥的西班牙港。2010年，菲利普·肯特韦尔（英語：Philip Kentwell）接任高级专员，并获任命为澳大利亚驻加勒比共同体的全权代表。肯特韦尔向媒体表示，澳大利亚计划在巴巴多斯设立新的常驻领事馆，目前正在等待官方任命。
2018年，巴巴多斯弗罗因德尔·斯图亚特政府举办澳大利亞日庆典，纪念两国建交44周年。
2021年，巴巴多斯总理米娅·莫特利政府与澳大利亚政府进行会谈，增进了双边关系，同时也讨论了气候变化以及巴巴多斯转型为共和国等诸多问题。

## 经济关系

自1988年以来澳大利亚对巴巴多斯的商品出口月度价值（百万澳元）

2009年，总部位于墨尔本的跨国公司必和必拓获得了巴巴多斯卡莱尔湾近海区块的油气勘探权，成为第一家获准在巴巴多斯海域勘探石油和天然气的公司。2011年，巴巴多斯财政部长表示，政府已修订相关法规，为澳大利亚能源公司即将开始的勘探提供便利。
2009年，巴巴多斯和澳大利亚考虑签订一项征税协定。巴巴多斯外交贸易部长麦克辛·麦克林表示：“我确信相关协议的谈判和达成将促进两国间的外商直接投资、贸易和全面合作，实现双方的共同利益。因此，巴巴多斯期待着进一步深化与澳大利亚的关系和合作。”